# Quartel do Sacramento
Quartel do Sacramento é um distrito do município brasileiro de Bom Jesus do Galho, no interior do estado de Minas Gerais. Segundo o censo demográfico de 2022, realizado pelo Instituto Brasileiro de Geografia e Estatística (IBGE), sua população era de 1 330 habitantes e havia 506 domicílios particulares permanentes ocupados. Possui área de 61,98 km² conforme a Fundação João Pinheiro (FJP). Foi criado pela lei estadual nº 2.764 de 30 de dezembro de 1962.
De acordo com o IBGE, em 2010 a população era de 1 600 habitantes e havia 703 domicílios particulares.

## História
Com o fim do ciclo do ouro nas cidades histórias de Minas Gerais e com uma antiga história de existência de ouro no Cuité (região de Conselheiro Pena), o governo de Minas resolveu construir uma estrada ligando Ouro Preto às supostas reservas. Seguindo o curso dos rios, chegaram ao rio Doce e em algum ponto do século XVIII construíram uma ponte cuja obra original foi incendiada mais tarde, levando o local a ser conhecido como Ponte Queimada, entre os atuais municípios de Marliéria e Pingo-d'Água. Como não foi encontrado ouro em abundância, o caminho passou a ser utilizado como ligação entre Ouro Preto e um presídio em Cuité e por isso ficou conhecido como Estrada do Degredo.
Durante a construção da estrada, encontraram uma grande pedra que servia de pousada e passou a ser um destacamento militar utilizado pelas juntas militares criadas pela Carta Régia de 1808 por Dom João VI. Em 1824, o Comandante das divisões militares do Rio Doce, Guido Marlière, dá nome ao destacamento militar de Petersdorf (aldeia de Pedro) em homenagem ao imperador Pedro I. No documento, o comandante explica que colocou o nome alemão por soar melhor aos ouvidos, uma vez que no português ou no francês não soaria bem. Assim, o Destacamento do Sacramento, que servia para combate aos índios botocudos do Vale do Rio Doce e posteriormente de aldeamento indígena, transformou-se no maior dos aldeamentos do Vale do Rio Doce na primeira metade do século XIX.
Pela presença militar passou a ser popularmente conhecido por Quartel do Sacramento, sendo atualmente distrito de Bom Jesus do Galho. Inclusive é da localidade que partiram os fundadores do povoado do Galho.